# Nyctalus furvus
Nyctalus furvus là một loài động vật có vú trong họ Dơi muỗi, bộ Dơi. Loài này được Imaizumi & Yoshiyuki mô tả năm 1968.